# Aristodemos von Nysa der Jüngere
Aristodemos  (altgriechisch Ἀριστόδημος), genannt Aristodemos von Nysa (der Jüngere), war ein antiker griechischer Gelehrter und Erzieher des 1. Jahrhunderts v. Chr.
Aristodemos war ein Sohn des Menekrates aus Nysa, eines Homerphilologen, der zur Schule des Aristarchos gehörte, und einer Tochter des Poseidonios. Sein Bruder war der Stoiker Iason. Aristodemos lehrte wie sein Bruder in Rhodos Grammatik und Rhetorik. Von Pompeius wurde er als Lehrer von dessen Söhnen nach Rom gerufen und unterrichtete dort Grammatik. In höherem Alter kehrte er nach Nysa zurück, wo Strabon sein Schüler war. Sein älterer Vetter hieß ebenfalls Aristodemos.
Aristodemos wird in der Regel als Mythograph angesehen und ihm werden zwei Fragmente aus einem heute verlorenen Werk zugeschrieben (Die Fragmente der griechischen Historiker, Nr. 22). Er wird auch als Quelle für eine Passage bei Parthenios von Nikaia angesehen, wo sein Name genannt wird. Dort wird erwähnt, dass Aristodemos Historien schrieb, bei denen es sich aber wohl um mythologische Erzählungen gehandelt haben dürfte. Aus diesem Werk scheint eine Notiz bei (Pseudo-?)Plutarch zu stammen.